# Michel Colbert (Prämonstratenser)

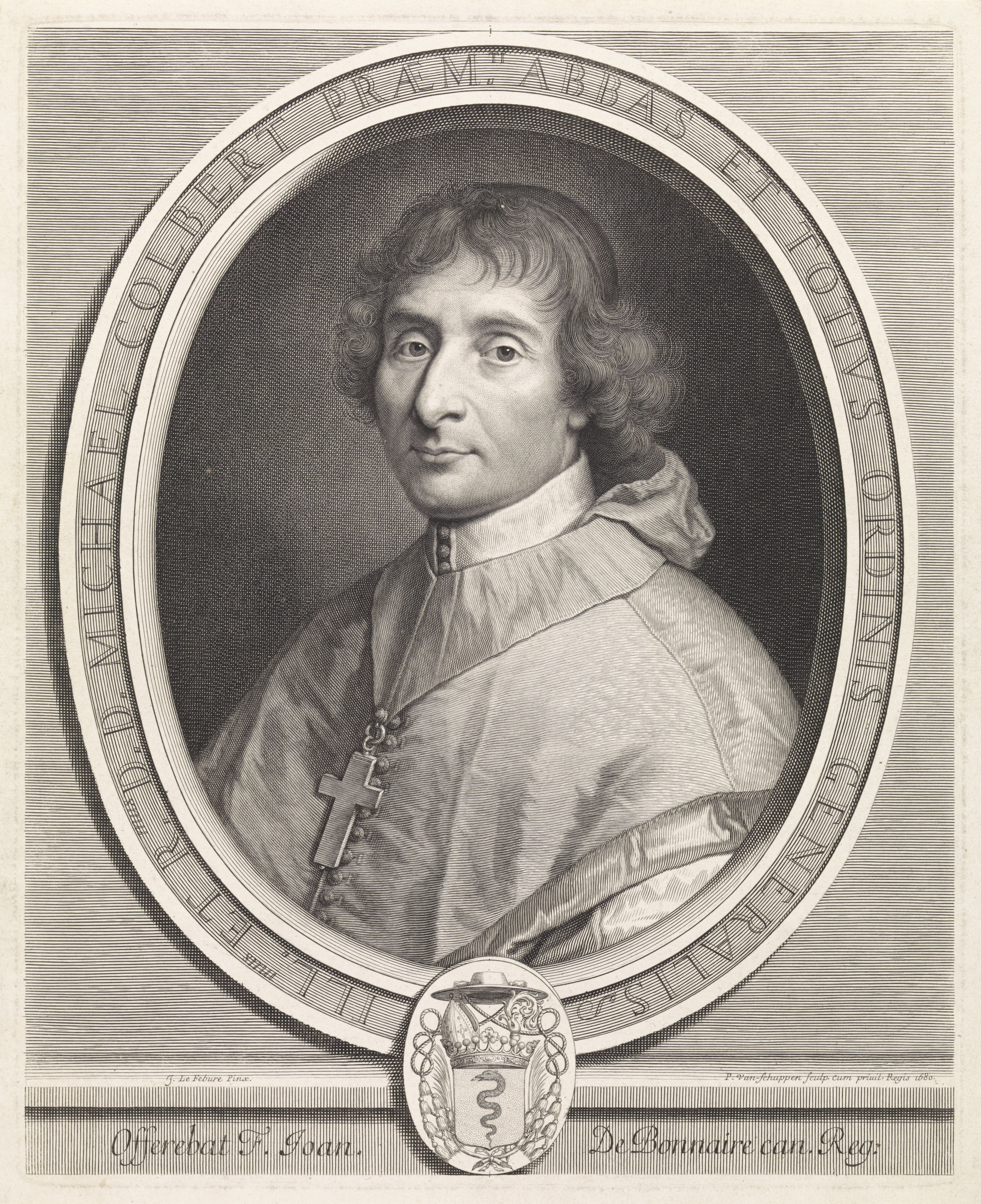
Generalabt Michel Colbert (Porträt-Stich von 1680)

Michel Colbert OPraem (* 1633; † 29. März 1702 in Paris) war ein französischer Prämonstratenser und Abt des Klosters Prémontré.

## Leben
Michel Colbert, geboren 1633 als Sohn von Nicolas Colbert, Herr von Acy, und Marie Le Mercier, stammte aus der älteren Linie des Hauses Colbert. Er war ein Verwandter des späteren Finanzministers Jean-Baptiste Colbert. Er trat schon früh in den Orden der Prämonstratenser ein, studierte Theologie und wurde von der Sorbonne zum Doktor der Theologie promoviert. In seinem Kloster war er Prior und Lektor der Theologie.
Als Kandidat des am selben Tag zurückgetretenen Vorgängers Augustin Le Scellier und des Königs wurde er am 1. Februar 1666 zum Abt von Prémontré – und damit ex officio Generalabt des Ordens – gewählt. Da sich gegen die nicht einwandfrei verlaufene Wahl sogleich Protest aus Prémontré selbst erhob und Le Scellier wegen der Querelen seine Resignation am 22. November 1666 sogar widerrief, erhielt Colbert, von Le Scellier inzwischen ersatzweise zum Generalvikar des Ordens bestellt, die päpstlichen Bestätigungsurkunden erst im Mai 1668.
Colbert residierte nicht im baufälligen Kloster Prémontré bei Laon, sondern in dem von ihm ausgebauten Prämonstratenserkolleg in Paris, wo er nach seinem Tod 1702 auch bestattet wurde. Sein aufwändiger Lebensstil und sein rücksichtsloser Umgang mit seinen Gegnern steht im Widerspruch zu seinen asketischen Schriften. Er hinterließ Prémontré eine Schuldenlast von 360.000 Livres.

## Werke
- Lettres d’un abbé à ses religieux. 2 Bände, Paris 1699 und 1701.
- Mandement pour l’observance du vœu de pauvreté. Verdun 1739.